# Varvara Cove
Die Varvara Cove (englisch; bulgarisch залив Варвара saliw Warwara) ist eine 3,3 km breite und 1,9 km lange Bucht an der Südwestküste von Nelson Island im Archipel der Südlichen Shetlandinseln. Sie liegt zwischen den Landspitzen The Toe und Ross Point.
Die bulgarische Kommission für Antarktische Geographische Namen benannte sie 2009 nach der Ortschaft Warwara im Südosten Bulgariens.